# Liga Serbia de Baloncesto B
La Liga Serbia de Baloncesto B (en serbio Друга мушка лига Србије, Košarkaška liga Srbije B), abreviado KLS B, es la segunda competición nacional de baloncesto de Serbia.

## Formato de competición
La liga, organizada por la Federación de Baloncesto de Serbia, consta en la actualidad con 14 equipos. Desde la temporada 2012-13, los dos primeros clasificados ascienden a la KLS, la primera división, mientras que los últimos cuatro clasificados descienden a la Primera División Regional.

## Palmarés
| Temporada | Campeón                                    | Finalista                                  | Entrenador campeón                         | Ref.        |
| --------- | ------------------------------------------ | ------------------------------------------ | ------------------------------------------ | ----------- |
| 2006–07   | Radnički Invest Novi Sad                   | Vizura                                     | Mladen Mikić                               | [ 2 ]       |
| 2007–08   | Tamiš Petrohemija                          | Metalac                                    | Dragan Nikolić                             | [ 3 ]       |
| 2008–09   | Proleter                                   | OKK Beograd                                | Bandera de ?                               | [ 4 ]       |
| 2009–10   | Superfund                                  | Crnokosa                                   | Srđan Flajs                                | [ 5 ]       |
| 2010–11   | Radnički Belgrade                          | Radnički Basket Belgrade                   | Dragan Nikolić                             | [ 6 ]       |
| 2011–12   | Jagodina                                   | Konstantin                                 | Aleksandar Icić                            | [ 7 ] [ 8 ] |
| 2012–13   | Meridiana                                  | Crnokosa                                   | Filip Socek                                | [ 9 ]       |
| 2013–14   | Jagodina                                   | Spartak                                    | Miljan Marjanović                          | [ 10 ]      |
| 2014–15   | Mladost Zemun                              | Beovuk 72                                  | Dragan Nikolić                             | [ 11 ]      |
| 2015–16   | Dynamic BG                                 | Dunav                                      | Miroslav Nikolić                           | [ 12 ]      |
| 2016–17   | Zlatibor                                   | Vojvodina                                  | Dušan Radović                              | [ 13 ]      |
| 2017–18   | Sloboda                                    | Novi Pazar                                 | Vladimir Lučić                             | [ 14 ]      |
| 2018–19   | Kolubara LA 2003                           | Napredak JKP                               | Žarko Simić                                |             |
| 2019–20   | Cancelada debido a la Pandemia de COVID-19 | Cancelada debido a la Pandemia de COVID-19 | Cancelada debido a la Pandemia de COVID-19 | [ 15 ]      |
| 2020–21   | Zdravlje                                   | Slodes                                     | Lazar Spasić                               |             |
| 2021–22   | Spartak Office Shoes                       | Čačak 94                                   | Srećko Sekulović                           |             |

## Equipos 2022-2023
| Equipo        | Ciudad              | Pabellón                 | Capacidad |
| ------------- | ------------------- | ------------------------ | --------- |
| Beko          | Belgrade            | Padinska Skela Hall      | 600       |
| Borac Zemun   | Belgrade            | Pinki Hall               | 2,000     |
| Hercegovac    | Gajdobra            | Gajdobra Sports Hall     |           |
| Joker         | Sombor              | Mostonga Hall            | 1,000     |
| Klik          | Arilje              | Arilje Sports Hall       |           |
| Mladost SP    | Smederevska Palanka | Vuk Karadžić School Hall | 500       |
| Morava        | Vladičin Han        | Vladičin Han Sports Hall |           |
| Napredak      | Aleksinac           | Aleksinac Sports Hall    | 1,400     |
| Pirot         | Pirot               | Pirot Kej Hall           | 835       |
| Radnički 1950 | Kragujevac          | Jezero Hall              | 3,750     |
| Radnik        | Surdulica           | Surdulica Sports Hall    | 800       |
| Slodes        | Belgrade            | Slodes Hall              | 2,000     |
| SPD Radnički  | Kragujevac          | Jezero Hall              | 3,750     |
| Star          | Novi Sad            | SPC Vojvodina            | 1,030     |
| Železničar    | Čačak               | Borac Hall               | 4,000     |
| Žitko Basket  | Belgrade            | Master Sport Center      | 750       |